# Sfinks (Dolina Strążyska)

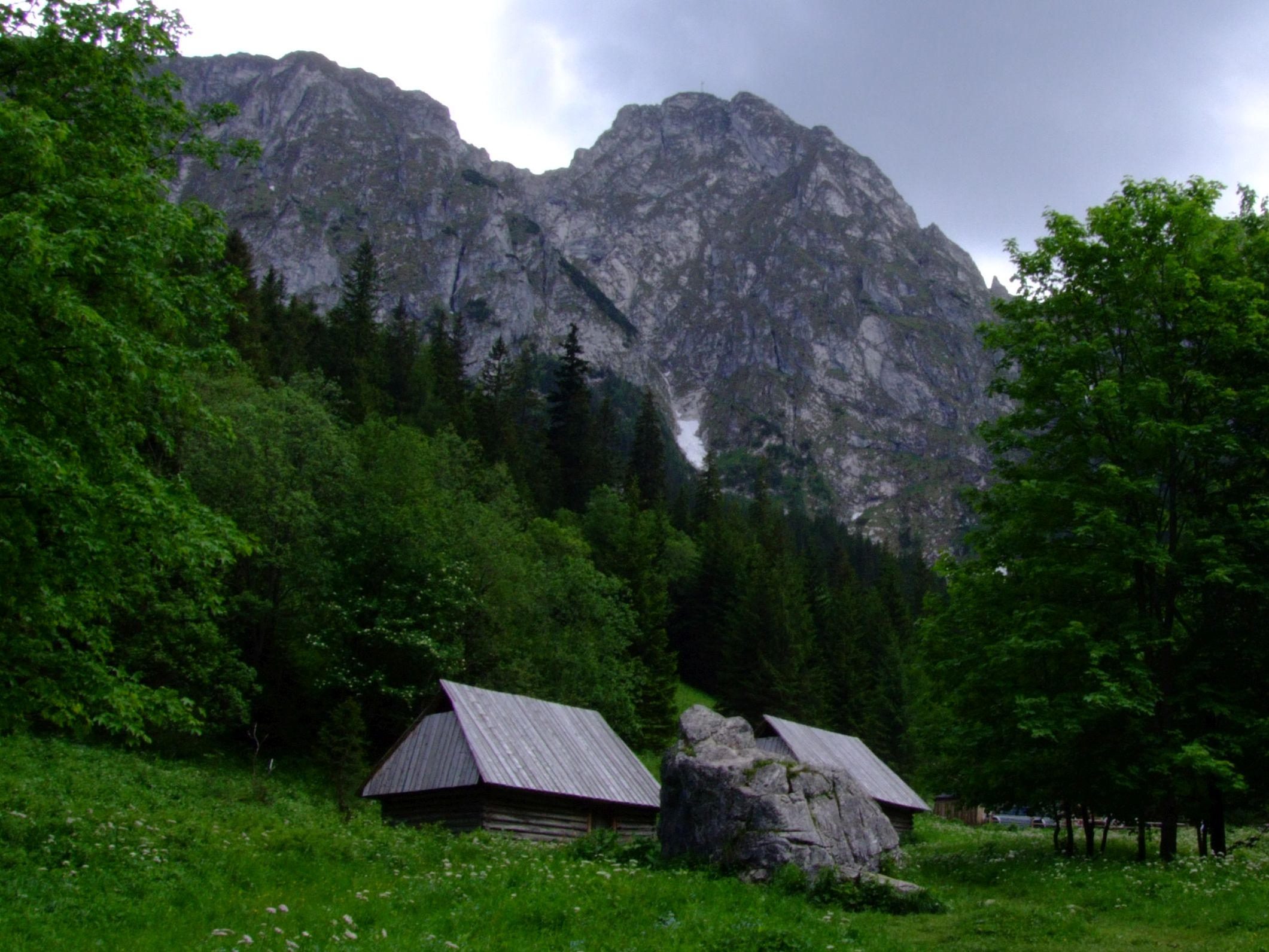
Na pierwszym planie Sfinks, w tle Giewont

Sfinks – duży głaz w dolnym rogu Polany Strążyskiej w Tatrach Zachodnich. Znajduje się poniżej szałasów, po lewej stronie drogi (idąc w kierunku Giewontu). Nazwę nadali mu turyści już w XIX wieku. Tradycyjnie wspinają się na niego, pozując do zdjęć na tle północnej ściany Giewontu.

## Szlaki turystyczne
– czerwony szlak prowadzący z Zakopanego doliną do Polany Strążyskiej. Czas przejścia: 40 min, ↓ 35 min (z centrum Zakopanego 1:30 h).